# Plassac (Gironde)
Plassac is een gemeente in het Franse departement Gironde (regio Nouvelle-Aquitaine). De plaats maakt deel uit van het arrondissement Blaye. De gemeente telde 942 inwoners op 1 januari 2022. Plassac ligt vlak langs de Gironde (rivier) zelf. Er is een Gallo-Romeinse villa met een (pas vernieuwd) museum van de vondsten. Een groot Mariabeeld (Vierge) steekt boven het dorp uit.

## Geografie
De oppervlakte van Plassac bedroeg op 1 januari 2022 7,12 vierkante kilometer; de bevolkingsdichtheid was toen 132,3 inwoners per km².

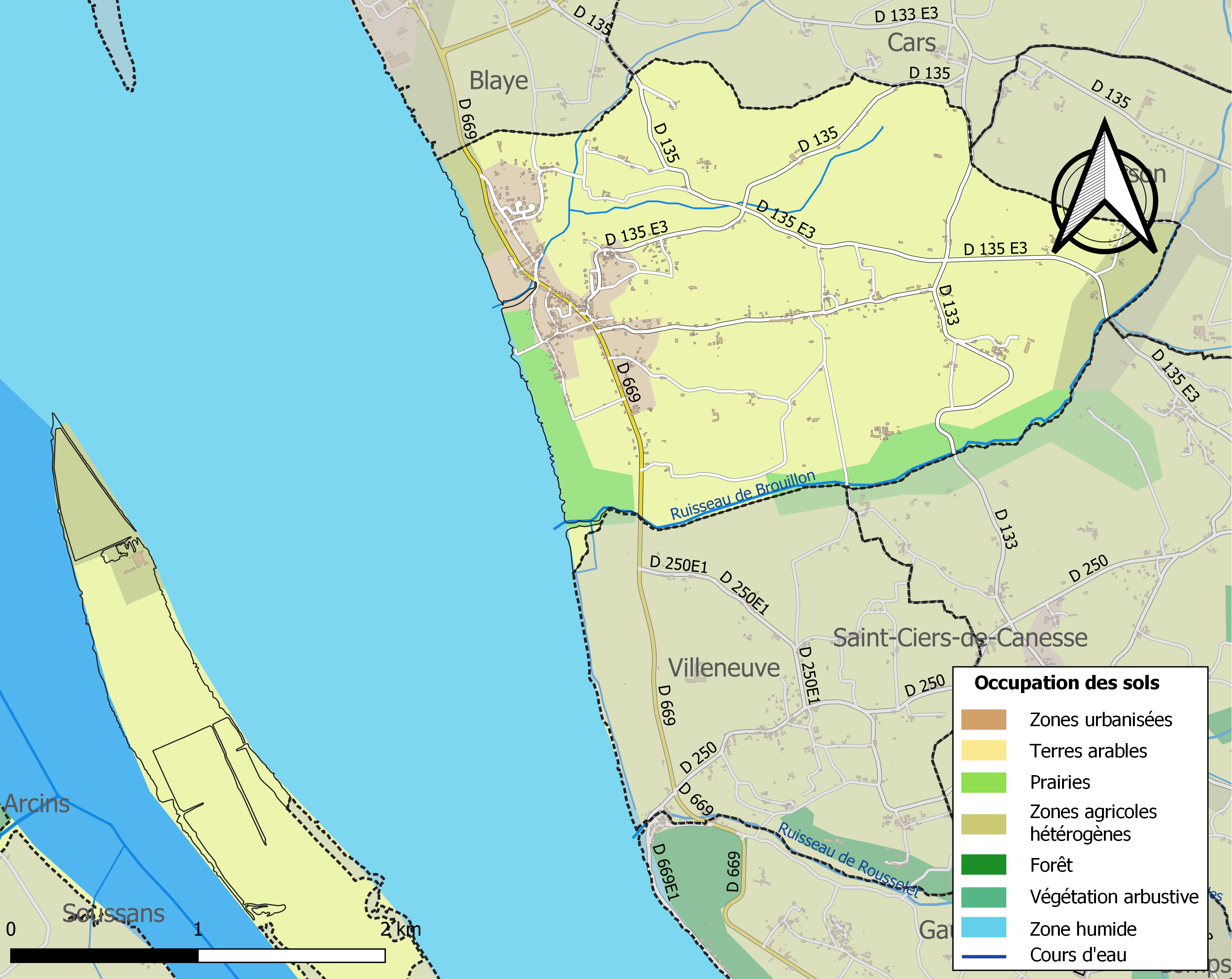
Kaart van de gemeente met belangrijkste infrastructuur, bodemgebruik en omliggende gemeenten

## Demografie
Onderstaande figuur toont het verloop van het inwonertal (bron: INSEE-tellingen).